# 현대 시그마엔진
현대 시그마엔진은 현대 그랜저에 사용되던 미쓰비시의 사이클론 MPI 엔진(G6A)을 현대자동차에서 일부 개량하면서 만든 V형 6기통 가솔린 엔진이다. 배기량은 3.0/3.5리터 2가지이며, 형식명은 G6C다. 후속으로 나온 엔진은 람다엔진(G6D)이다.